# The Concert in Central Park

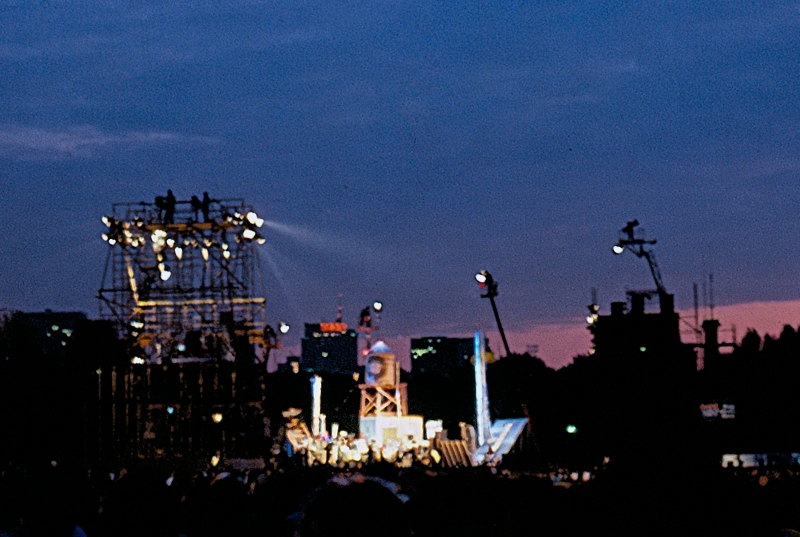
Blick aus dem Publikum auf die Bühne

The Concert in Central Park war ein Konzert des US-amerikanischen Folk-Rock-Duos Simon & Garfunkel am 19. September 1981 im New Yorker Central Park. Es diente als Beitrag der beiden Musiker zur Sanierung des heruntergekommenen Stadtparks im Zentrum Manhattans. Zu dem Benefizkonzert kamen bei freiem Eintritt mehr als eine halbe Million Zuschauer. Es markierte gleichzeitig die vorübergehende Wiedervereinigung von Paul Simon und Art Garfunkel nach mehrjähriger Trennung.
The Concert in Central Park ist zugleich der Titel des Livealbums von diesem Konzert, das im Folgejahr veröffentlicht wurde. Es wurde von der Musikkritik gelobt und war kommerziell erfolgreich: In den USA erreichte es den sechsten Platz der Albumcharts und wurde mit Doppel-Platin ausgezeichnet, in Deutschland waren es Hitparadenposition drei und eine Goldene Schallplatte. Videoaufzeichnungen des Konzerts liefen im US-amerikanischen Fernsehen und waren später auf dem Heimvideomarkt erhältlich.

## Idee und Vorbereitungen

### Hintergrund
Mit der wirtschaftlichen Rezession der 1970er Jahre war der Central Park, die „grüne Lunge“ New Yorks, in einen schlechten Zustand geraten: Wegen Geldmangels nur noch spärlich gepflegt, waren die Anlagen des ehemaligen Vorzeigeobjekts teils verfallen, von Müll überhäuft oder durch Vandalismus zerstört. Weil der Park außerdem kaum noch überwacht wurde, stieg dort die Kriminalitätsrate stark an. Der Drogenhandel florierte, und aufgrund der hohen Zahl an Gewaltverbrechen galten Spaziergänge im Park als unsicher. Anfang der 1980er Jahre fehlten der Stadt die finanziellen Mittel, den Park zu sanieren – allein hierfür waren knapp drei Millionen US-Dollar nötig – und dauerhaft zu unterhalten, sodass sogar seine Schließung in Betracht gezogen wurde. Um die Finanzierung des Parks zu sichern, wurde die Central Park Conservancy gegründet, eine private Initiative, die sich um Spenden für den Park bemühte. Vermögende Privatleute spendeten Geld, und Künstler setzten sich für den Erhalt der Anlage ein.

### Ein Konzert für den Park
Zu dieser Zeit entwickelten Gordon Davis, der als Parks Commissioner bei der Stadtverwaltung New Yorks für die städtischen Grünflächen zuständig war, und Ron Delsener, einer der einflussreichsten Konzertveranstalter der Stadt, die Idee, die Restaurierung des Central Parks mit einem kostenlosen Open-Air-Konzert im Park finanziell zu unterstützen. Der Eintritt sollte frei sein, der Verkauf von T-Shirts und anderen Merchandisingartikeln des italienischen Sportmodebekleiders Hirsch sollte rund hunderttausend Dollar für den Park einbringen. Weitere Einnahmen waren aus dem Verkauf der Fernseh- und Videorechte zu erwarten. Dass dieses Konzept erfolgreich sein konnte, zeigten zwei Konzerte von Elton John und James Taylor, die Warren Hirsh von Fiorucci and Hirsh Enterprises in den Jahren davor im Central Park veranstaltet hatte. Nachdem Davis das Projekt seitens der Stadt hatte genehmigen lassen, handelte Delsener mit dem Fernsehsender HBO einen Vertrag aus, der lediglich von der Frage abhängig war, wer auf der Bühne stehen sollte.

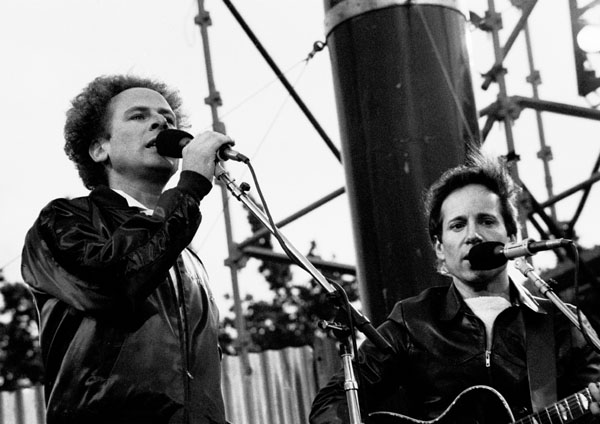
Simon & Garfunkel auf einem Open-Air-Konzert in Dublin

Im Sommer 1981 rief Delsener bei Paul Simon an und unterbreitete ihm den Plan. Simon war von der Idee angetan, hatte aber Bedenken: Sein letztes Projekt, der autobiografische Film One-Trick Pony, bei dem er Regie geführt, die Hauptrolle gespielt und den Soundtrack geschrieben hatte, war weit hinter seinen Erwartungen zurückgeblieben. Simons Selbstvertrauen war angeschlagen, er war wegen depressiver Verstimmungen in psychiatrischer Behandlung. Er machte seine Zustimmung davon abhängig, ob es gelingen würde, seinen ehemaligen Partner Art Garfunkel zur Teilnahme zu bewegen. Als Simon & Garfunkel hatten sich die beiden in den 1960er Jahren zu einer der erfolgreichsten Folk-Rock-Gruppen entwickelt. Kurz nach der Veröffentlichung ihres fünften Studioalbums Bridge over Troubled Water, das als künstlerischer Höhepunkt des Duos gilt und 1970 für zehn Wochen ununterbrochen an der Spitze der US-Albumcharts stand, gaben sie ihre Trennung bekannt. Sie hatten sich künstlerisch auseinandergelebt und kamen auch auf persönlicher Ebene nicht mehr gut miteinander aus. In den folgenden elf Jahren verfolgten beide Solokarrieren und arbeiteten nur punktuell an Einzelprojekten zusammen. Gelegentliche, kurze Gastauftritte Garfunkels in den Konzerten von Simon waren jedoch immer erfolgreich. Diesmal sollte Garfunkels Beteiligung größer ausfallen. Simon nahm telefonisch Kontakt mit Garfunkel auf, der gerade Urlaub in der Schweiz machte. Garfunkel war begeistert und kehrte sofort in die USA zurück.
Aus Sicht der Veranstalter waren Simon und Garfunkel Wunschkandidaten. Nicht nur, dass die Zusammenarbeit der beiden versprach, eine der größten Konzertveranstaltungen in der Geschichte des Central Parks, wenn nicht ganz New Yorks, zu werden – Paul Simon und Art Garfunkel galten der Stadt als besonders verbunden. Beide waren in Forest Hills, einem Stadtteil des New Yorker Bezirks Queens, aufgewachsen und zur Schule gegangen. Anders als viele andere Künstler, so Musikkritiker Stephen Holden, hatten sie ihrer Heimatstadt nicht den Rücken gekehrt, kaum dass sie Millionäre geworden waren. Sie hatten immer wieder Inspiration aus der kulturellen Vielfalt und den typischen Eigenarten New Yorks gewonnen und diese Einflüsse in ihren Liedern verarbeitet.

### Planungen und Proben
Bis zu dem Auftritt blieben etwa drei Wochen Zeit, den Ablauf des Konzerts zu planen und dafür zu proben. Simon, der nach einer längeren Schreibblockade wieder Lieder verfasst hatte, unterbrach deren Studioaufnahmen für die Vorbereitungen. Er sah die Chance, eines der schon fertigen Lieder vor einem Live-Publikum zu testen. Ähnliche Intentionen hatte Garfunkel. Die Veröffentlichung seines Studioalbums Scissors Cut stand kurz bevor, daraus wollte er das Lied A Heart in New York spielen.
Beim Entwurf des Bühnenprogramms merkten sie bald, dass das Konzept eines Paul-Simon-Konzerts mit Garfunkel in der Rolle eines Unterstützers nicht aufgehen würde. Weil etwa die Hälfte des Konzerts aus alten Simon-&-Garfunkel-Hits bestehen sollte, drohte Simons Soloteil eine ungewollte Wirkung: „Keinem von uns erschien es richtig, dass Paul die Vorgruppe von Simon & Garfunkel sein sollte,“ erklärte Garfunkel später. „Und dass er nach Simon & Garfunkel alleine weitermacht, lief den Grundsätzen einer guten Show zuwider.“ Deswegen entschieden sie sich letztlich dazu, die Veranstaltung als Simon-&-Garfunkel-Konzert mit Soloanteilen beider Musiker zu entwerfen.
Während der Planungen kam es immer wieder zu Auseinandersetzungen, da sie gegensätzliche Vorstellungen davon hatten, wie der Abend zu gestalten sei. Garfunkel wollte das Konzert schlicht halten, wie die Liveauftritte des Duos Mitte der 1960er Jahre: nur die Stimmen der beiden Sänger, begleitet alleine von Simons Akustikgitarre. Allerdings unterschieden sich die geplanten Solonummern Simons stilistisch von den Liedern des Duos und waren nicht nur für eine Gitarre geschrieben. Still Crazy After All These Years war beispielsweise ein Klavierstück, Late in the Evening benötigte Bläser, verschiedene Lieder eine E-Gitarre. Außerdem litt Simon nach einer Verletzung unter einer Kalkablagerung in einem seiner Finger und sah sich außerstande, zwei Stunden lang Gitarre zu spielen. Garfunkel stimmte zunächst einem weiteren Gitarristen zur Unterstützung zu und gab schließlich ganz nach. Simon stellte eine elfköpfige Begleitband nach seinen Vorstellungen zusammen. Sie bestand vor allem aus Studiomusikern, von denen viele bereits an den Alben sowohl von Simon als auch von Garfunkel mitgewirkt hatten: David Brown (Gitarre), Pete Carr (Gitarre), Anthony Jackson (Bassgitarre), Rob Mounsey (Synthesizer), John Eckert (Trompete), John Gatchell (Trompete), Dave Tofani (Saxophon), Gerry Niewood (Saxophon), Grady Tate (Schlagzeug, Percussion), Steve Gadd (Schlagzeug, Percussion) und Richard Tee (Keyboard, Klavier).
Die Arrangements für das Konzert wurden von Paul Simon und David Matthews geschrieben. Sie wichen teils erheblich von den Albumversionen ab, nicht nur durch die andere Besetzung. Beispielsweise sind die Latin-Elemente in Me and Julio Down by the Schoolyard in der Konzertfassung feiner herausgearbeitet und betont von einem Salsa-Break. Aus dem lebhaften Folk-Rock-Lied Kodachrome wurde eine härtere Rock-Nummer, die als Medley in den Chuck-Berry-Klassiker Maybellene übergeht. Und 50 Ways to Leave Your Lover, in der Studioversion von einem strengen, militärischen Rhythmus dominiert, wurde in eine swingende Latin-Melodie mit Blechbläsern gewandelt.
Im Laufe der Proben, die in einem leerstehenden Theater in Manhattan stattfanden, wuchsen Garfunkels Sorgen. Während Simon schnell wieder zu den vertrauten Liedern fand, musste Garfunkel viel Neues lernen. Dies waren zum einen die Texte und Melodien von einigen Solostücken Simons, die für das Konzert zu Duetten umgeschrieben worden waren. Zum anderen hatte Simon im Laufe der Jahre viele der alten Songs überarbeitet, was für Garfunkel weitere Anpassungsarbeit bedeutete. Obwohl Garfunkel sich für Simons Lieder auf einen ungewohnten musikalischen Stil einlassen musste, fand er an manchen Liedern doch Gefallen und freute sich besonders auf die gemeinsame Version von Simons American Tune.
Insgesamt waren die drei Wochen Vorbereitungszeit von Spannungen gekennzeichnet. Unter dem Zeitdruck traten altbekannte Differenzen zwischen den beiden Musikern wieder zu Tage. Paul Simon beschrieb später: „Nun, die Proben waren einfach erbärmlich. Artie und ich stritten uns die ganze Zeit.“

### Ankündigung
Bis wenige Tage vor dem Konzert wurde geheim gehalten, dass Simon und Garfunkel wieder zusammen auf der Bühne stehen würden. Erst dann erschienen kurze Ankündigungen des gemeinsamen Auftritts in den einzelnen New Yorker Tageszeitungen. Obwohl diese Meldungen wie auch von Michael Doret gestaltete Plakate die Namen der beiden Musiker getrennt und inklusive ihrer Vornamen nannten und der Name „Simon & Garfunkel“ nicht fiel, wurde die Veranstaltung schnell als Wiedervereinigung des Duos gedeutet. Einzeln gaben Simon und Garfunkel Interviews, in denen sie darauf hinwiesen, dass eine weitere Zusammenarbeit nicht geplant sei.

## Das Konzert

### Ablauf

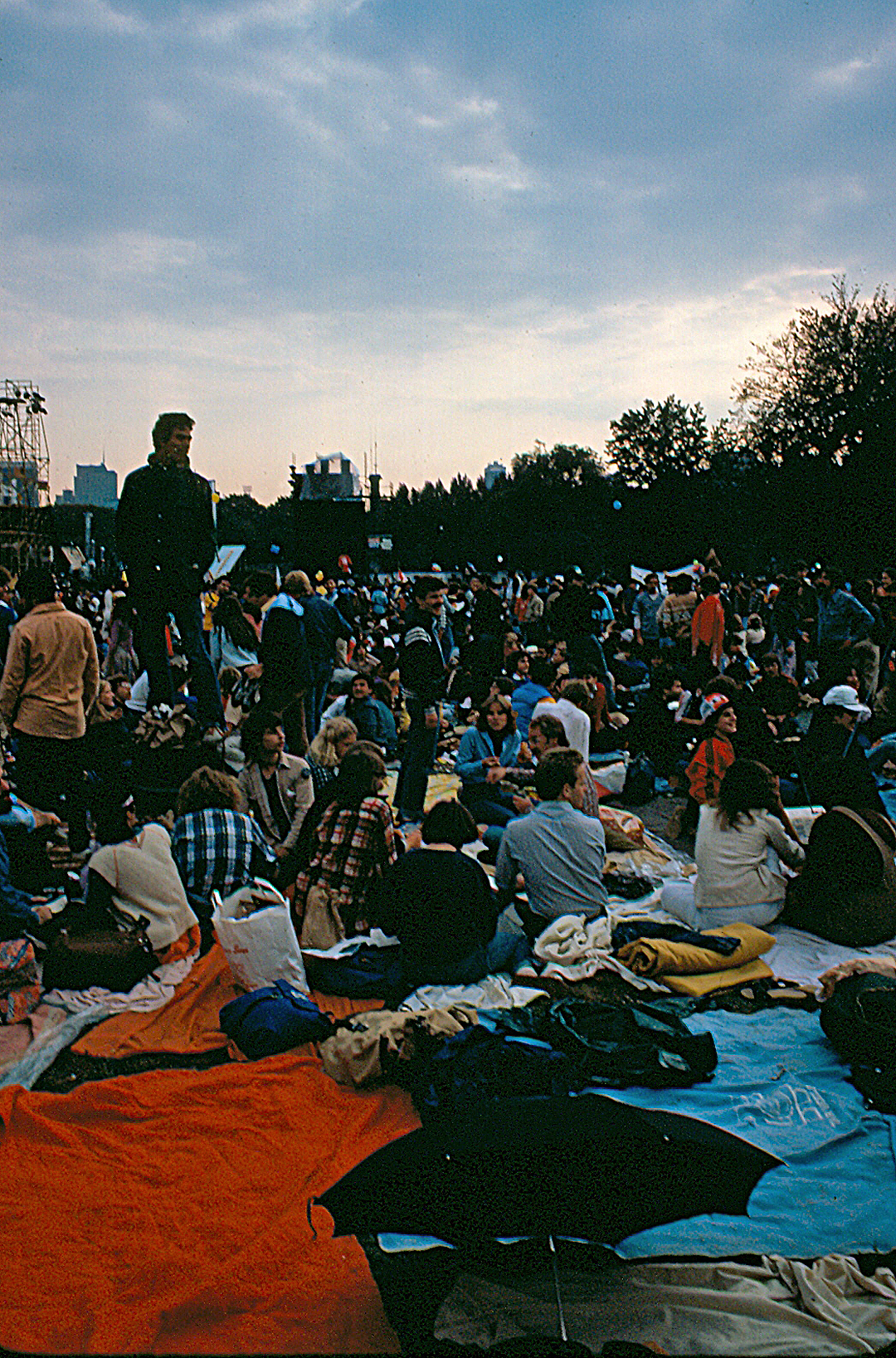
Zuschauer warten auf dem Great Lawn auf den Beginn des Konzerts

Das Konzert fand am 19. September 1981, einem Samstag, auf dem Great Lawn (deutsch etwa: ‚Großer Rasen‘) statt, der zentralen Freifläche des Central Parks. Schon im Morgengrauen dieses Tages kamen die ersten Zuschauer, um sich einen guten Platz zu sichern. Viele brachten Proviant, Stühle oder Picknickdecken mit. Die Parkverwaltung hatte rund 300.000 Besucher erwartet. Obwohl im Laufe des Tages Regen einsetzte, der erst unmittelbar vor Beginn des Konzerts aufhörte, kamen letztlich über 500.000 Zuschauer zusammen, mehr als beispielsweise in Woodstock. Damit ist das Konzert eines der bestbesuchten aller Zeiten; laut MTV hatten bis 2011 nur sechs Konzerte mehr Besucher.

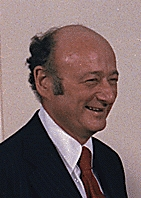
Bürgermeister Ed Koch (Foto von 1978) eröffnete das Konzert

Bei Anbruch der Dämmerung betraten die Begleitmusiker die Bühne. Das Bühnenbild erinnerte an eine städtische Dachlandschaft mit Wasserspeicher und Abluft-Auslässen, symbolisch für die Skyline New Yorks. Kurz darauf trat der New Yorker Bürgermeister Ed Koch ans Mikrofon und kündigte schlicht und knapp an: “Ladies and gentlemen, Simon and Garfunkel!” Unter dem Beifall des Publikums traten die beiden aus einer Seitentür des Bühnenaufbaus. Als sie die Bühnenmitte erreicht hatten, schauten sie einander kurz an und gaben sich die Hand. Dann eröffneten sie das Konzert mit dem Nummer-eins-Hit Mrs. Robinson von 1968.
Nach dem zweiten Titel, Homeward Bound, hielt Simon eine kurze Ansprache, die er begann mit der Feststellung, es sei großartig, ein Konzert in seiner Nachbarschaft zu geben: “Well, it’s great to do a neighborhood concert.” Danach bedankte er sich bei der Polizei, der Feuerwehr, der Parkleitung und schließlich bei Ed Koch. Auf den Namen des Stadtoberhaupts, das mit der drohenden Parkschließung in Verbindung gebracht wurde, reagierte das Publikum mit Buhrufen. Erst als Simon fortfuhr, wurde der ironische Ton der Danksagung deutlich, und Applaus brandete auf.
 Insgesamt spielten Simon & Garfunkel zwanzig verschiedene Stücke: zehn ihrer gemeinsamen Lieder, acht von Simon, eines von Garfunkel sowie Wake Up Little Susie von den Everly Brothers. Beide Sänger boten je drei Lieder solo dar, darunter je ein neues. Bei Garfunkel waren dies die Simon-&-Garfunkel-Klassiker Bridge over Troubled Water und April Come She Will, außerdem A Heart in New York, geschrieben von Gallagher and Lyle, aus seinem im Monat zuvor erschienenen Album Scissors Cut. Simon trug aus seinem Album Still Crazy After All These Years von 1975 den Titelsong und die Nummer-Eins-Single 50 Ways to Leave Your Lover ohne Garfunkels Begleitung vor, zudem sein bislang unveröffentlichtes Lied The Late Great Johnny Ace, das erst 1983 auf seinem Soloalbum Hearts And Bones erschien.
Bei diesem Stück wurde Simon kurz unterbrochen von einem Mann aus dem Publikum, der auf die Bühne rannte und ihm zurief: „Ich muss mit Ihnen reden!“ Der Sänger wich einen Schritt zurück, während Sicherheitskräfte den Störer ergriffen und wegtrugen, dann spielte Simon das Lied zu Ende. Der Zwischenfall löste Assoziationen zum Text des Stückes aus, in dem Simon die Tode von Johnny Ace, John F. Kennedy und John Lennon in Bezug zum Leben des Ich-Erzählers setzt. Nur wenige hundert Meter von der Bühne entfernt war Lennon etwa neun Monate zuvor von Mark David Chapman ermordet worden. Trotz dieser Zusammenhänge hatte Simon nach eigener Aussage in diesem Moment keine Angst verspürt. Er erklärte im Mai 1982 als Gast bei Late Night with David Letterman, es komme öfter vor, dass Fans zum Beispiel mit Blumen auf die Bühne springen. Auf ihn habe der Mann zwar eher berauscht gewirkt. Dennoch sei sein erster Gedanke gewesen, dass die Premiere des Liedes nun ruiniert sei.
Im Laufe des Abends quittierte das Publikum einzelne Liedstellen, an denen die Texte Bezug auf die Stadt New York nahmen oder auf das Konzert passten, mit Szenenapplaus, beispielsweise eine Zeile aus Garfunkels Ode an seine Heimatstadt A Heart in New York, in der die Sicht eines Heimkommenden aus dem Flugzeug auf die Stadt beschrieben wird und die auch auf die Missstände im Central Park verweist:

“New York, lookin’ down on Central Park, where they say you should not wander after dark”

„New York, ich seh’ hinunter auf den Central Park, durch den man, so heißt es, nach Einbruch der Dunkelheit nicht schlendern sollte“

Ein anderes Beispiel stammt aus The Boxer. Eine Strophe, die in der Version des Albums Bridge over Troubled Water nicht enthalten ist, endet mit Worten, die in Verbindung zur langjährigen Trennung von Simon und Garfunkel gebracht wurden (obwohl sie bereits vor ihrer Trennung in verschiedenen Live-Aufnahmen zu hören waren):

“After changes upon changes we are more or less the same”

„Nach Veränderungen über Veränderungen sind wir doch mehr oder weniger gleich geblieben“

Nach diesem Lied bedankten sich Simon & Garfunkel beim Publikum und verließen die Bühne, kamen jedoch kurz darauf für eine Zugabe aus drei Liedern wieder. Sie spielten Old Friends / Bookends Theme, The 59th Street Bridge Song (Feelin’ Groovy) und als Schlussstück den Song, der ihnen zum Durchbruch verholfen hatte, The Sound of Silence. Zuvor sagte Simon, dass an dieser Stelle eigentlich ein Feuerwerk geplant war, aber nicht erlaubt wurde. Auf seine Aufforderung hielten viele Zuschauer brennende Feuerzeuge nach oben. Nachdem Simon & Garfunkel abermals die Bühne verlassen hatten, wiederholten sie schließlich als weitere Zugabe Late in the Evening, davor stellten sie kurz die Mitglieder der Begleitband vor.

### Titelliste
Die nachstehende Liste gibt einen Überblick über die gespielten Stücke. Nach dem Liedtitel wird der ursprüngliche Interpret genannt. Soweit dahinter nicht in Klammern anders vermerkt, wurden alle Lieder von Paul Simon geschrieben. Die letzte Spalte nennt die Länge des Liedes in Minuten und Sekunden. Diese Angabe bezieht sich auf die Spieldauer des Titels auf dem Livealbum. Das Stück The Late Great Johnny Ace und die Reprise von Late in the Evening sind darauf nicht enthalten.
| Nr. | Titel                                        | Ursprünglicher Interpret (geschrieben von)                                 | Länge |
| --- | -------------------------------------------- | -------------------------------------------------------------------------- | ----- |
| 01  | Mrs. Robinson                                | Simon & Garfunkel                                                          | 3:52  |
| 02  | Homeward Bound                               | Simon & Garfunkel                                                          | 4:22  |
| 03  | America                                      | Simon & Garfunkel                                                          | 4:47  |
| 04  | Me and Julio Down by the Schoolyard          | Paul Simon                                                                 | 3:22  |
| 05  | Scarborough Fair                             | Simon & Garfunkel (Volkslied, arrangiert von Paul Simon und Art Garfunkel) | 3:52  |
| 06  | April Come She Will                          | Simon & Garfunkel                                                          | 2:37  |
| 07  | Wake Up Little Susie                         | The Everly Brothers (Felice und Boudleaux Bryant)                          | 2:19  |
| 08  | Still Crazy After All These Years            | Paul Simon                                                                 | 4:04  |
| 09  | American Tune                                | Paul Simon                                                                 | 4:33  |
| 10  | Late in the Evening                          | Paul Simon                                                                 | 4:09  |
| 11  | Slip Slidin’ Away                            | Paul Simon                                                                 | 4:54  |
| 12  | A Heart in New York                          | Art Garfunkel (Gallagher and Lyle)                                         | 2:49  |
| 13  | The Late Great Johnny Ace                    | Paul Simon                                                                 | 4:11  |
| 14  | Kodachrome / Maybellene                      | Paul Simon / Chuck Berry (Chuck Berry, Russ Fratto, Alan Freed)            | 5:51  |
| 15  | Bridge over Troubled Water                   | Simon & Garfunkel                                                          | 4:48  |
| 16  | 50 Ways to Leave Your Lover                  | Paul Simon                                                                 | 4:23  |
| 17  | The Boxer                                    | Simon & Garfunkel                                                          | 6:02  |
| 18  | Old Friends / Bookends Theme                 | Simon & Garfunkel                                                          | 2:57  |
| 19  | The 59th Street Bridge Song (Feelin’ Groovy) | Simon & Garfunkel                                                          | 2:01  |
| 20  | The Sound of Silence                         | Simon & Garfunkel                                                          | 4:13  |
| 21  | Late in the Evening (Reprise)                | Paul Simon                                                                 | —     |

## Veröffentlichungen
Etwa fünf Monate nach dem Konzert wurde es als Livealbum und als Filmmitschnitt veröffentlicht.

### Livealbum
Für die Veröffentlichung als Musikalbum wurden die Audiomitschnitte nachbearbeitet, allerdings nicht bis an die Grenzen des Machbaren: Die Aufnahmen seien nicht hundertprozentig poliert, sondern hätten das Dröhnen und die Verschwommenheit von Rockmusik, die nicht über ein Mischpult, sondern über Lautsprecher aufgezeichnet worden sei, befand das Musikmagazin Rolling Stone.
Zwei Stücke wurden aus der Albumversion gestrichen: The Late Great Johnny Ace, bei dem Paul Simon von einem Fan unterbrochen worden war, und die Wiederholung von Late in the Evening als Zugabe.
In den internationalen Hitparaden war das Album sehr erfolgreich. In den USA erreichte es Platz sechs der Billboard 200 und wurde für 2 Millionen verkaufte Tonträger mit Doppel-Platin ausgezeichnet. In den deutschen Albumcharts stieg es bis auf den dritten Rang, für 250.000 verkaufte Einheiten erhielt es eine Goldene Schallplatte. In Österreich hatte es die höchste Chartsposition auf Rang fünf und erreichte dank 50.000 Verkäufen Platin-Status. Ohne sich in den Albumcharts zu positionieren, verkaufte es sich in der Schweiz über 100.000 Mal und wurde dafür mit Doppel-Platin geehrt.
Die folgende Tabelle gibt eine Übersicht über die Charterfolge des Albums auf verschiedenen nationalen Märkten. Genannt werden die höchste erreichte Chartsposition, die Verweildauer in den Charts, gemessen in Wochen, sowie eine eventuell für Absatzzahlen vergebene Auszeichnung.
Chartplatzierungen
| ChartsChartplatzierungen       | Höchstplatzierung | Wochen |
| ------------------------------ | ----------------- | ------ |
| Deutschland (GfK)              | 3 (51 Wo.)        | 51     |
| Österreich (Ö3)                | 5 (30 Wo.)        | 30     |
| Vereinigtes Königreich (OCC)   | 6 (43 Wo.)        | 43     |
| Vereinigte Staaten (Billboard) | 6 (34 Wo.)        | 34     |

Auszeichnungen für Musikverkäufe

| Land/Region                  | Auszeichnungen für Musikverkäufe (Land/Region, Auszeichnung, Verkäufe) | Verkäufe  |
| ---------------------------- | ---------------------------------------------------------------------- | --------- |
| Australien (ARIA)            | Platin                                                                 | 50.000    |
| Deutschland (BVMI)           | Gold                                                                   | 250.000   |
| Frankreich (SNEP)            | Diamant                                                                | 1.000.000 |
| Italien (FIMI)               | Platin                                                                 | 50.000    |
| Kanada (MC)                  | Gold                                                                   | 50.000    |
| Neuseeland (RMNZ)            | 3× Platin                                                              | 60.000    |
| Niederlande (NVPI)           | Gold                                                                   | 50.000    |
| Österreich (IFPI)            | Platin                                                                 | 50.000    |
| Portugal (AFP)               | Platin                                                                 | 50.000    |
| Schweiz (IFPI)               | 2× Platin                                                              | 100.000   |
| Vereinigte Staaten (RIAA)    | 2× Platin                                                              | 2.000.000 |
| Vereinigtes Königreich (BPI) | Gold                                                                   | 100.000   |
| Insgesamt                    | 4× Gold · 11× Platin · 1× Diamant ·                                    | 3.710.000 |

Hauptartikel: Simon & Garfunkel/Auszeichnungen für Musikverkäufe
Als Singleauskopplung aus dem Album erreichte Wake Up Little Susie im Mai 1982 Platz 27 der US-Singlecharts.

### Filmmitschnitt
Für die spätere Veröffentlichung im Fernsehen und für den Heimvideomarkt wurde das Konzert filmisch aufgezeichnet. Regie führte Michael Lindsay-Hogg, ein Spezialist für Musikdokumentationen, der unter anderem für den Beatles-Film Let It Be verantwortlich war. Als Produzent stand ihm James Signorelli zur Seite. An den Kosten der Inszenierung und der Videoaufnahme des Auftritts beteiligte sich Paul Simon mit 750.000 Dollar aus eigener Tasche. Was HBO für die Fernseh- und Videorechte des Mitschnitts zahlte, wird unterschiedlich beziffert: Schätzungen belaufen sich beispielsweise auf eine Million Dollar, andere Quellen nennen mehr als drei Millionen. Die beiden aus dem Livealbum entfernten Stücke sind in dem Film enthalten, sodass seine Laufzeit mit 87 Minuten etwas über der 75-minütigen Spielzeit des Albums liegt.
Der Film war erstmals wenige Tage nach der Veröffentlichung des Livealbums, am 21. Februar 1982, unter dem Titel Simon and Garfunkel: The Concert in Central Park im Programm von HBO zu sehen. Im deutschen Fernsehen zeigte das ZDF das Konzert zum ersten Mal. Am 27. Juni 1982 sahen rund 2,6 Millionen Zuschauer diese Sendung mit dem Titel Simon and Garfunkel – Ein Konzertereignis im Central Park. Spätere Ausstrahlungen variierten den Namen, beispielsweise strahlte 3sat das Konzert am 31. Dezember 2011 als Simon & Garfunkel: The Concert in Central Park – New York aus.
Später wurde der Mitschnitt auf VHS und DVD veröffentlicht. Die DVD-Fassung enthält keine Extras. In den USA und Deutschland verkaufte sich der Film jeweils über 50.000-mal und wurde dafür mit Gold (in den USA) beziehungsweise Platin (in Deutschland) ausgezeichnet. In Australien erreichte die DVD neunfachen Platin-Status.

## Kritische Rezeption
Das Konzert und die verschiedenen Aufzeichnungen wurden von den Kritikern positiv aufgenommen. In zwei Rezensionen – eine vom Tag nach der Veranstaltung in der New York Times bezogen auf das Konzert, die andere ein halbes Jahr später im Rolling Stone bezogen auf das Livealbum – lobte Stephen Holden den Auftritt. Simon und Garfunkel sei es gelungen, nach elf Jahren der Trennung nahtlos an ihren Klang von 1970 anzuknüpfen. Nach wie vor würden sich die beiden unterschiedlichen Künstler – der romantisch-süßliche Popmusiker Garfunkel und der düsterere, mehr dem Rock ’n’ Roll verschriebene Simon – perfekt ergänzen. Mehrere von Simons Liedern seien durch die Arrangements für das Konzert deutlich verbessert worden. Die handverlesene Begleitband gehöre zu „den besten Musikgruppen, die je auf einem Rockkonzert in New York zusammengespielt haben,“ so Holden weiter. Stellenweise, gerade bei Solostücken wie Still Crazy After All These Years, klinge Simons Stimme zwar auch nach der Abmischung für das Album etwas dünn, aber das sei „eigentlich erfrischend“. Simon & Garfunkel seien ein großes Risiko eingegangen, so viele akustiklastige Balladen in kühler Luft unter freiem Himmel zum Besten zu geben. Aber gerade die sanfteren Lieder hätten sie „mit großartigem Ausdruck und in nahezu perfekter Harmonie“ gespielt. Es sei, so das schlichte Resümee in der New York Times, ein wundervolles Konzert gewesen: “It was a wonderful concert.”
Diese Bewertung kann exemplarisch für viele andere Kritiken stehen, die das Konzert durchweg wohlwollend beurteilten. Eine zeitnahe Rezension im Rolling Stone vom Oktober 1981 bezeichnete es als „eine der besten Darbietungen des Jahres“. Während Simon den ganzen Abend über stimmlich ausgezeichnet gewesen sei, habe Garfunkel zwar an manchen besonders hohen Stellen zurückhaltender gesungen als früher, dafür aber regelmäßig faszinierendere Harmonien gefunden. Das Konzert habe „eine andere Zeit eingefangen, zu der gut handgemachter, melodischer Pop noch Aussagen vermittelte, die weit über das Musikalische hinaus Themen wie Kultur und Musik abdeckten.“ Entsprechend befand das Musikmagazin Billboard im März 1982, das Livealbum fange mit seinen gediegenen Interpretationen der Klassiker des Duos die Vergangenheit herrlich ein. Auch spätere Besprechungen betonen diesen Aspekt, beispielsweise meinte die BBC 2004, das Konzert habe gezeigt, wie ein Jahrzehnt der Trennung die Chemie zwischen Simon und Garfunkel nicht beschädigt habe. Ein Autor der Rheinischen Post, der das Konzert besucht hatte, schilderte 25 Jahre nach der Veranstaltung: „[E]s war die schiere Wiederhörensfreude, es war Gedächtnisfeier und Auferstehung in einem.“ Der Artikel kommt zu dem Gesamturteil: „Das Konzert war einzigartig, die Anlage vortrefflich, die Stimmung glorios.“ Und Daily News urteilte 2008, nachdem Simon und Garfunkel elf Jahre entzweit waren, seien sie an diesem Abend „zum Höhepunkt ihrer Kreativität aufgestiegen“ und hätten „mit der Süße ihres Gesanges Hunderttausende in Verzückung versetzt“. In der Rückschau wurde das Konzert vielfach als „legendär“ klassifiziert, beispielsweise durch die BBC oder die Deutsche Welle.
Manche Kritiker bemängeln Einzelheiten des Konzerts. So hielt die zeitnahe Rolling-Stone-Kritik den Übergang von Kodachrome zu Maybellene für misslungen, weil keiner der beiden Sänger die Ausdruckskraft für die ausgemachte Rocknummer habe aufbringen können. Dies sei aber „der einzige Ausrutscher des Abends“ gewesen. Und Thomas Müller merkte für SWR3 an: „Keinen stört es, dass bei ‚Boxer‘ der Gesangseinsatz nicht auf den Punkt kommt oder nicht jeder Ton sitzt.“

## Nachgeschichte

### Eine gemeinsame Tournee, kein gemeinsames Album
Unmittelbar nach dem Konzert waren Simon und Garfunkel zunächst enttäuscht, wie sich Simon 1984 in einem Interview erinnerte. Garfunkel sei mit seinem Gesang unzufrieden gewesen und er selbst habe die Ausmaße der Veranstaltung anfangs nicht erfasst: „Mir war nicht klar, was passiert war – wie groß das war –, bis ich nach Hause ging, den Fernseher anschaltete und es in allen Nachrichten sah […] und später in der Nacht auf den Titelseiten aller Zeitungen. Da habe ich es verstanden.“
Im November 1981 brachte Columbia das Kompilationsalbum The Simon and Garfunkel Collection heraus. Es enthielt die Studioaufnahmen von 17 Simon-&-Garfunkel-Hits, darunter bis auf April Come She Will alle Lieder des Duos, die auf dem Konzert gespielt worden waren. International sehr erfolgreich, erreichte es auch in Deutschland Platz zwei der Albumcharts.
Nachdem sich das Livealbum und die Fernseh-Veröffentlichung des Konzerts ebenfalls als erfolgreich erwiesen hatten, gingen Simon & Garfunkel im Mai 1982 auf eine Welttournee mit Stationen in Japan, Deutschland, Dänemark, Schweden, der Schweiz, den Niederlanden, Irland, Frankreich, Großbritannien, Neuseeland, den USA und Kanada. Erster Halt in Europa war Offenbach am Main, wo sie am 28. Mai 1982 im Stadion am Bieberer Berg vor rund 40.000 Zuschauern ihr erstes Deutschlandkonzert überhaupt gaben; zwei weitere folgten am 30. Mai in Dortmund und am 1. Juni in Berlin. Der Auftritt ähnelte zu großen Teilen dem Central-Park-Konzert, einzig der Titel El Condor Pasa (If I Could) war hinzugekommen. Ein Autor der Frankfurter Rundschau meinte, „selbst der Publikumsapplaus scheint identisch.“

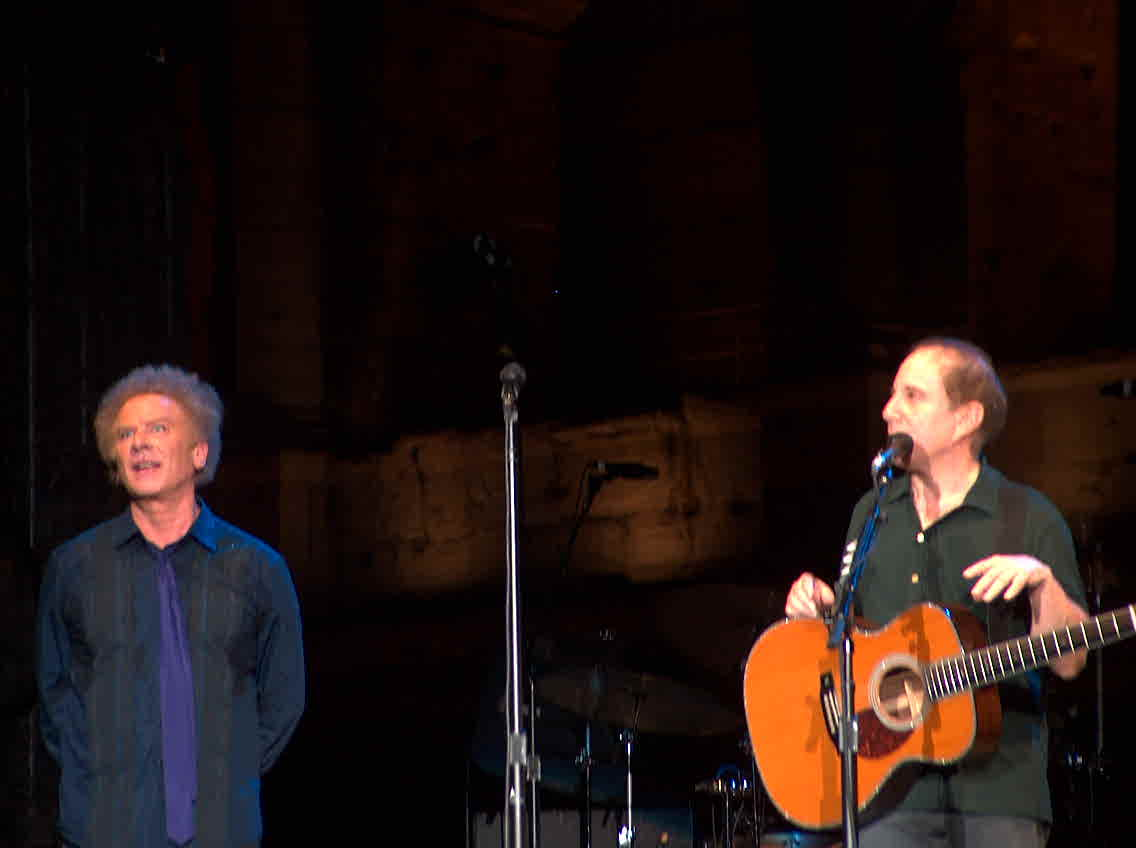
Simon & Garfunkel auf einem gemeinsamen Konzert 2009

Während der Tournee-Pausen waren sie für ein neues Simon-&-Garfunkel-Album im Studio, das vor allem auf den Arbeiten beruhte, die Simon zugunsten des Konzerts im Central Park unterbrochen hatte. Im Laufe der Konzertreise stellten sie erste fertige Lieder vor. Sie führten das Album-Projekt allerdings nicht zum Abschluss, weil die persönlichen Spannungen zwischen den beiden Künstlern wieder zunahmen. Streitereien häuften sich, zwischenzeitlich waren sie nicht einmal mehr bereit, gemeinsame Interviews zu geben. Nach dem Ende der Tournee setzten Simon und Garfunkel ihre Zusammenarbeit als Duo nicht fort. Über längere Zeit kamen sie allenfalls für einzelne Konzerte zusammen. Als Simon knapp zehn Jahre nach dem Concert in Central Park an gleicher Stelle erneut ein kostenloses Konzert gab, lehnte er Garfunkels Angebot teilzunehmen ab. 2003 waren sie erstmals wieder gemeinsam auf Tournee.

### Erhalt des Central Parks
Simon & Garfunkels Concert in Central Park brachte rund 51.000 Dollar für den Central Park ein. Neben Simon & Garfunkel unterstützten ihn weitere Musiker mit Benefizkonzerten und erhöhten die Aufmerksamkeit für seine finanzielle Notlage. Diese konnte vor allem dank privater Geldgeber beseitigt werden. Im Lauf der 1980er Jahre wurde der Park umfassend instand gesetzt und gilt heute wieder als Sehenswürdigkeit. Spendengelder machen mittlerweile den Großteil seines Budgets aus. Noch heute finden dort regelmäßig Konzerte und andere Benefizveranstaltungen statt.